# Circuit de Rouen-les-Essarts
Het Circuit de Rouen-les-Essarts was een Frans racecircuit in Orival.
Het was gelegen in een bebost dal van Les Essarts, ten zuiden van Rouen in Normandië. De eerste Formule 1 race werd er gewonnen door Alberto Ascari in 1952. Het circuit werd uitgebreid in 1955 tot 6,5 km en Juan Manuel Fangio won er op meesterlijke wijze in 1957. Sindsdien zijn er nog vier grands prix gereden. De bekendste wedstrijd was die van 1968. Jo Schlesser kwam bij een crash om het leven. Voor Rouen betekende dit het einde van de grands prix.
Het noordelijke gedeelte van het circuit is afgebroken. Het circuit doet nu dienst als openbare weg.

## Grands Prix Formule 1
| Seizoen | Datum   | winnende coureur   | Nationaliteit    | Team-motor     | Verslag                                 |
| ------- | ------- | ------------------ | ---------------- | -------------- | --------------------------------------- |
| 1952    | 6 juli  | Alberto Ascari     | Italië           | Ferrari        | Grand Prix Formule 1 van Frankrijk 1952 |
| 1957    | 7 juli  | Juan Manuel Fangio | Argentinië       | Maserati       | Grand Prix Formule 1 van Frankrijk 1957 |
| 1962    | 8 juli  | Dan Gurney         | Verenigde Staten | Porsche        | Grand Prix Formule 1 van Frankrijk 1962 |
| 1964    | 28 juni | Dan Gurney         | Verenigde Staten | Brabham-Climax | Grand Prix Formule 1 van Frankrijk 1964 |
| 1968    | 7 juli  | Jacky Ickx         | België           | Ferrari        | Grand Prix Formule 1 van Frankrijk 1968 |

- Noot: in 1952, werd op het korte circuit (5.1 km) gereden

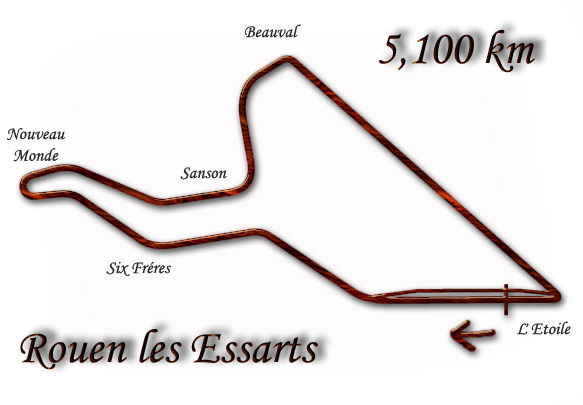
Het originele circuit gebruikt van 1951 t/m 1954